# Estación marítima de Bahía Fildes
La estación marítima de Bahía Fildes es una capitanía de puerto de la Armada de Chile (por lo que también se la denomina capitanía de puerto de Bahía Fildes) ubicada en el conglomerado de la base Presidente Eduardo Frei Montalva de la isla Rey Jorge (o 25 de Mayo) en las Shetland del Sur en la Antártida. La estación es la residencia del gobernador de la Gobernación Marítima de la Antártica Chilena, y funcionó como base permanente utilizando los servicios de la Base Frei hasta su total destrucción por un incendio el 12 de julio de 2018.
Comenzó su funcionamiento el 5 de enero de 1987 en la caleta Ardley de la península Fildes, siendo inaugurada formalmente el 5 de enero de 1990 y reinaugurada el 5 de abril de 2009. Durante el invierno austral la estación tiene una dotación permanente de 8 personas, que se incrementa a un máximo de 25 en verano.
Sirve como estación de apoyo a la actividad marítima en el sector de la península Antártica, y como centro de coordinación de la Patrulla Antártica Naval Combinada que la Armada de Chile realiza junto a la Armada Argentina. Para su operación dispone de embarcaciones menores y de un vehículo terrestre.